# Störtebeker-Freilichttheater
Das Störtebeker Freilichttheater findet seit dem Jahr 2009 jährlich von Juni bis September in der historischen Festungsanlage Fort Kugelbake in Cuxhaven statt. Das Sommertheater unter freiem Himmel widmet sich Geschichten um den deutschen Freibeuter Klaus Störtebeker.

## Geschichte
Die Stadt Cuxhaven sprach sich 2008 für die Inszenierung eines Freilichttheaters im historischen Fort Kugelbake aus. Mit dem Ziel, ein Kulturprojekt mit regionalem Bezug zu fördern, welches Laienspieler und junge Schauspieler an die große Bühne heranführt, gründete sich aus einem kleinen Familienbetrieb heraus die Firma Cux-events, welche das Freilichttheater wirtschaftlich stützt. Der Verein Theaterluft e.V. übernahm die künstlerische Leitung.
Im Sommer 2009 wurde das Theater mit dem Stück Störtebeker – Die geheime Bruderschaft eingeweiht. 2010 folgt Störtebeker – Der Fluch von Helgoland und 2011 Störtebeker – Die letzte Fahrt der bunten Kuh. Bücher und künstlerische Konzeption stammen von Lars Priebe.

## Inszenierung

### Inhalt
Das Störtebeker Freilichttheater Cuxhaven bringt Sage und Legende, wie auch historische Hintergründe verwoben mit phantastischen und märchenhaften Inhalten auf die Bühne. Es präsentiert sich als eine Mischung aus Historien-Theater, Komödie und Musical. Neben zahlreichen historischen Persönlichkeiten tauchen auch eine Reihe fiktiver Charaktere, wie die Klabauterfrau Nele oder der Schicksalsgeist Kaja auf. Durch die Aufführung führt als Erzählerin die personifizierte Zeit, die gelegentlich philosophische Exkurse zum Geschehen beisteuert.

### Mitwirkende
Beim Störtebeker Freilichttheater wirken über hundert Beteiligte auf und hinter der Bühne mit. Regie und künstlerische Leitung liegen bei der Regisseurin Renate Priebe. Musik und Lieder stammen von dem Komponisten Karl-Heinz Rosin und dem Autor des Stückes, Lars Priebe. Die orchestrale Umsetzung und das Sounddesign stammen von Michael Zöller.

### Bühne
Die Bühne wird jedes Jahr neu im Innenhof des Fort Kugelbake aufgebaut. Die historische Festung wird dabei in die Kulissen der Inszenierung integriert und bespielt.